# Liga de Campeones de la AFC 2018
La Liga de Campeones de la AFC 2018 fue la 37.ª edición del torneo de fútbol a nivel del clubes más importante de Asia, organizado por la Confederación Asiática de Fútbol (AFC) y la 16.ª edición bajo el formato de Liga de Campeones de la AFC.
El campeón Kashima Antlers clasifica como representante de la AFC para la Copa Mundial de Clubes de la FIFA 2018 a disputarse en Emiratos Árabes Unidos. Si un equipo de Emiratos Árabes Unidos gana la Liga de Campeones, el subcampeón también calificará (en lugar del ganador de la UAE Pro-League 2017-18).

## Asignación geográfica de equipos por asociación
El Comité de Competiciones de la AFC propuso una renovación de las competiciones de clubes de la AFC el 25 de enero de 2014, que fue ratificado por el Comité Ejecutivo de la AFC el 16 de abril de 2014, Las 46 asociaciones miembro (excluyendo a la asociación miembro Islas Marianas del Norte) se clasifican en función del rendimiento de su selección nacional y clubes en los últimos cuatro años en competiciones de la AFC, con la asignación de cupos para las ediciones 2017 y 2018 de las competiciones de clubes de la AFC determinados por el ranking del 2016 (Manual de Ingreso Artículo 2.2):
- Las Asociaciones miembro son divididas en 2 Zonasː
  - Zona Oeste (25 asociaciones): Oeste (WAFF) (12 asociaciones), Centro (CAFA) (6 asociaciones), Sur (SAFF) (7 asociaciones).
  - Zona Este (21 asociaciones): Sudeste (AFF) (12 asociaciones), Este (EAFF) (9 asociaciones).
- Cada Zona tiene 4 grupos con 12 cupos directos y 4 provenientes de las Fases Clasificatorias.
- El Top 12 de cada zona según los rankings de la AFC es elegible para ingresar a la Liga de Campeones de la AFC, siempre que cumplan con los criterios de la Liga de Campeones de la AFC.
- El Top 6 de cada zona posee cupos directos y las otras 6 asociaciones solo cupos a las Fases Clasificatorias

El Top 6 de cada zona obtiene al menos un cupo directo en la fase de grupos, mientras que las asociaciones restantes solo obtienen cupos de play-off (así como cupos de la fase de grupos de la Copa AFC):
- - Las Asociaciones Miembro 1 y 2 del ranking de cada zona reciben 3 cupos a fase de grupos y 1 a Play-off.
  - Las Asociaciones Miembro 3 y 4 del ranking de cada zona reciben 2 cupos a fase de grupos y 2 a Play-off.
  - La Asociación Miembro 5 del ranking de cada zona recibe 1 cupo a fase de grupos y 2 a Play-off.
  - La Asociación Miembro 6 del ranking de cada zona recibe 1 cupo a fase de grupos y 1 a Play-off.
  - Las Asociaciones Miembros 7 a 12 del ranking de cada zona reciben 1 cupo a Play-off.
- El número máximo de cupos para cada asociación es un tercio del total de equipos elegibles en la primera división.
- Si una asociación desiste de sus cupos directos, estos se redistribuyen a la asociación elegible más alta, con cada asociación limitada a un máximo de tres cupos directos.
- Si una asociación desiste de sus cupos en las Fases Clasificatorias, estos se anulan y no se redistribuyen a ninguna otra asociación.

Para la Liga de Campeones de la AFC 2018, las asociaciones tienen cupos asignados según el ranking de asociaciones publicado el 30 de noviembre de 2016, que tiene en cuenta su actuación en la Liga de Campeones de la AFC y la Copa AFC, así como en la Clasificación mundial de la FIFA de su equipo nacional, durante el período comprendido entre 2013 y 2016.
| Participación para la Liga de Campeones de la AFC 2018 | Participación para la Liga de Campeones de la AFC 2018 |
| ------------------------------------------------------ | ------------------------------------------------------ |
|                                                        | Participante                                           |
|                                                        | No participante                                        |

| Rank   | Rank  | Asociación Miembro     | Puntos | Cupos          | Cupos          | Cupos             | Cupos             |
| Rank   | Rank  | Asociación Miembro     | Puntos | Fase de grupos | Play-off       | Play-off          | Play-off          |
| Región | AFC   | Asociación Miembro     | Puntos | Fase de grupos | Ronda Play-off | 2.ª ronda Prelim. | 1.ª ronda Prelim. |
| ------ | ----- | ---------------------- | ------ | -------------- | -------------- | ----------------- | ----------------- |
| 1      | 2     | Emiratos Árabes Unidos | 87.555 | 3              | 1              | 0                 | 0                 |
| 2      | 3     | Arabia Saudita1        | 84.698 | 2              | 0              | 0                 | 0                 |
| 3      | 4     | Irán                   | 78.908 | 3              | 1              | 0                 | 0                 |
| 4      | 5     | Catar                  | 78.171 | 3              | 1              | 0                 | 0                 |
| 5      | 9     | Uzbekistán             | 56.876 | 1              | 2              | 0                 | 0                 |
| 6      | 10    | Irak2                  | 37.240 | 0              | 0              | 0                 | 0                 |
| 7      | 11    | Kuwait3                | 36.457 | 0              | 0              | 0                 | 0                 |
| 8      | 13    | Siria4                 | 34.257 | 0              | 0              | 0                 | 0                 |
| 9      | 15    | Jordania               | 31.213 | 0              | 1              | 0                 | 0                 |
| 10     | 18    | India                  | 27.930 | 0              | 1              | 0                 | 0                 |
| 11     | 19    | Baréin                 | 27.353 | 0              | 1              | 0                 | 0                 |
| 12     | 20    | Líbano5                | 22.077 | 0              | 0              | 0                 | 0                 |
| Total  | Total | Total                  | Total  | 12             | 8              | 0                 | 0                 |
| Total  | Total | Total                  | Total  | 12             | 8              |                   |                   |
| Total  | Total | Total                  | Total  | 20             |                |                   |                   |

| Rank   | Rank  | Asociación Miembro | Puntos | Cupos          | Cupos          | Cupos             | Cupos             |
| Rank   | Rank  | Asociación Miembro | Puntos | Fase de grupos | Play-off       | Play-off          | Play-off          |
| Región | AFC   | Asociación Miembro | Puntos | Fase de grupos | Ronda Play-off | 2.ª ronda Prelim. | 1.ª ronda Prelim. |
| ------ | ----- | ------------------ | ------ | -------------- | -------------- | ----------------- | ----------------- |
| 1      | 1     | Corea del Sur      | 96.311 | 3              | 1              | 0                 | 0                 |
| 2      | 6     | Japón              | 75.807 | 3              | 1              | 0                 | 0                 |
| 3      | 7     | China              | 72.719 | 2              | 2              | 0                 | 0                 |
| 4      | 8     | Australia6         | 72.599 | 2              | 0              | 1                 | 0                 |
| 5      | 12    | Tailandia          | 34.753 | 1              | 0              | 2                 | 0                 |
| 6      | 14    | Hong Kong          | 31.797 | 1              | 0              | 1                 | 0                 |
| 7      | 16    | Vietnam            | 29.273 | 0              | 0              | 1                 | 0                 |
| 8      | 17    | Malasia            | 28.865 | 0              | 0              | 1                 | 0                 |
| 9      | 21    | Indonesia          | 20.372 | 0              | 0              | 0                 | 1                 |
| 10     | 24    | Birmania           | 17.220 | 0              | 0              | 0                 | 1                 |
| 11     | 25    | Filipinas          | 17.188 | 0              | 0              | 0                 | 1                 |
| 12     | 27    | Singapur           | 13.664 | 0              | 0              | 0                 | 1                 |
| Total  | Total | Total              | Total  | 12             | 4              | 6                 | 4                 |
| Total  | Total | Total              | Total  | 12             | 14             |                   |                   |
| Total  | Total | Total              | Total  | 26             |                |                   |                   |

Notas

## Equipos participantes
En la siguiente tabla, el número de torneos disputados (T.D) y última aparición (U.A), cuentan solo aquellas participaciones desde la temporada 2002-03 (incluyendo rondas de clasificación), cuando la competencia inicio el formato de Liga de Campeones de la AFC.
| Zona Oeste Asiático      | Zona Oeste Asiático                                                           | Zona Oeste Asiático      | Zona Oeste Asiático      |
| Equipo                   | Método de Clasificación                                                       | T.D                      | U.A                      |
| Fase de grupos (A–B-C-D) | Fase de grupos (A–B-C-D)                                                      | Fase de grupos (A–B-C-D) | Fase de grupos (A–B-C-D) |
| ------------------------ | ----------------------------------------------------------------------------- | ------------------------ | ------------------------ |
| Al-Jazira                | Campeón Liga Árabe del Golfo 2016-17                                          | 10°                      | 2017                     |
| Al-Wahda                 | Campeón Copa Presidente de EAU 2016-17                                        | 2°                       | 2008                     |
| Al-Wasl FC               | Subcampeón Liga Árabe del Golfo 2015-16                                       | 12°                      | 2016                     |
| Al-Hilal                 | Campeón Liga Profesional Saudí 2016-17 Campeón Copa del Rey de Campeones 2017 | 14°                      | 2017                     |
| Al-Ahli                  | Subcampeón Liga Profesional Saudí 2016-17                                     | 10°                      | 2017                     |
| Al-Nassr FC              | Tercer lugar Liga Profesional Saudí 2016-17                                   | 4°                       | 2016                     |
| Al-Duhail SC             | Campeón Liga de las Estrellas de Catar 2016-17                                | 7°                       | 2017                     |
| Al-Sadd                  | Ganador de la Copa del Emir de Catar 2017                                     | 13°                      | 2017                     |
| Persépolis               | Campeón Iran Pro League 2016-17                                               | 7°                       | 2017                     |
| Naft Teherán             | Ganador de la Copa Hazfi 2016-17                                              | 3°                       | 2016                     |
| Lokomotiv Tashkent       | Campeón Liga de fútbol de Uzbekistán 2017                                     |                          |                          |
| Fase Clasificatoria      |                                                                               |                          |                          |
| Ronda de Play-Off        |                                                                               |                          |                          |
| Al-Ain                   | Cuarto lugar Liga Árabe del Golfo 2016-17                                     | 8°                       | 2017                     |
| Al-Ittihad               | Cuarto lugar Liga Profesional Saudí 2016-17                                   | 11°                      | 2016                     |
| Al-Rayyan                | Tercer lugar de la Liga de las Estrellas de Catar 2016-17                     | 8°                       | 2017                     |
| Al-Gharafa               | Quinto lugar de la Liga de las Estrellas de Catar 2016-17                     | 9°                       | 2013                     |
| 2°Ronda Preliminar       |                                                                               |                          |                          |
| Esteghlal Teherán        | Subcampeón Iran Pro League 2016-17                                            | 9°                       | 2017                     |
| Tractor Sazi             | Tercer lugar Iran Pro League 2016-17                                          | 5°                       | 2016                     |
| Pakhtakor Tashkent       | Ganador de la Copa de Uzbekistán 2017                                         |                          |                          |
| Nasaf Qarshi             | Segundo lugar Liga de fútbol de Uzbekistán 2017                               |                          |                          |
| 1°Ronda Preliminar       |                                                                               |                          |                          |
| Aizawl FC                | Campeón I-League 2017                                                         | 1°                       | Debut                    |
| Istiklol Dushanbe        | Campeón Liga de fútbol de Tayikistán 2017                                     | 1°                       | Debut                    |
| Al-Faisaly               | Campeón Primera División de Jordania 2016-17                                  |                          |                          |
| Al-Kuwait                | Campeón Liga Premier de Kuwait 2016-17                                        | 6°                       | 2014                     |
| Malkiya Club             | Campeón Liga Premier de Baréin 2016-17                                        | 1°                       | Debut                    |

| Zona Este Asiático       | Zona Este Asiático                                             | Zona Este Asiático       | Zona Este Asiático       |
| Equipo                   | Método de Clasificación                                        | T.D                      | U.A                      |
| Fase de grupos (E-F-G-H) | Fase de grupos (E-F-G-H)                                       | Fase de grupos (E-F-G-H) | Fase de grupos (E-F-G-H) |
| ------------------------ | -------------------------------------------------------------- | ------------------------ | ------------------------ |
| Jeonbuk Hyundai Motors   | Campeón K League Classic 2017                                  | 8°                       | 2015                     |
| Ulsan Hyundai            | Campeón Korean FA Cup 2017                                     | 6°                       | 2017                     |
| Jeju United              | Subcampeón K League Classic 2017                               | 2°                       | 2017                     |
| Kawasaki Frontale        | Campeón J1 League 2017                                         | 5°                       | 2017                     |
| Cerezo Osaka             | Ganador de la Copa del Emperador 2017                          |                          |                          |
| Kashima Antlers          | Subcampeón J1 League 2017                                      | 8°                       | 2017                     |
| Guangzhou Evergrande     | Campeón Superliga de China 2017                                |                          |                          |
| Shanghai Shenhua         | Ganador de la Copa de China 2017                               |                          |                          |
| Sydney FC                | Campeón A-League 2016-17 Primero Fase Regular A-League 2016-17 | 4°                       | 2016                     |
| Melbourne Victory        | Segundo Fase Regular A-League 2016-17                          | 3°                       | 2015                     |
| Buriram United           | Campeón Liga Premier de Tailandia 2017                         | 7°                       | 2016                     |
| Kitchee SC               | Campeón Liga Premier de Hong Kong 2016-17                      | 4°                       | 2017                     |
| Fase Clasificatoria      |                                                                |                          |                          |
| Ronda de Play-Off        |                                                                |                          |                          |
| Suwon Samsung Bluewings  | Tercer lugar K League Classic 2017                             | 9°                       | 2017                     |
| Kashiwa Reysol           | Cuarto lugar J1 League 2017                                    |                          |                          |
| Shanghai SIPG            | Subcampeón de la Superliga de China 2017                       |                          |                          |
| Tianjin Quanjian         | Tercer lugar de la Superliga de China 2017                     |                          |                          |
| 2°Ronda Preliminar       |                                                                |                          |                          |
| Brisbane Roar            | Tercero Fase Regular A-League 2016-17                          | 5°                       | 2017                     |
| Chiangrai United         | Sorteado de Copa de Tailandia 2017                             |                          |                          |
| Bangkok United           | Subcampeón de la Liga Premier de Tailandia 2017                | TBD                      | TBD                      |
| Eastern AA               | Subcampeón Liga Premier de Hong Kong 2016-17                   | 2°                       | 2017                     |
| FLC Thanh Hóa F.C.       | Campeón V.League 1 2017                                        |                          |                          |
| Johor Darul Ta'zim       | Campeón Superliga de Malasia 2017                              |                          |                          |
| 1°Ronda Preliminar       |                                                                |                          |                          |
| Ceres-Negros             | Campeón Liga de Fútbol de Filipinas 2017                       |                          |                          |
| Tampines Rovers          | Campeón de la S.League 2017                                    |                          |                          |
| Bali United              | Subcampeón de la Liga 1 de Indonesia 2017                      |                          |                          |
| Shan United              | Campeón de la Liga Nacional de Birmania 2017                   |                          |                          |

## Calendario
El calendario de la competición es el siguiente.
| Fase                | Ronda                | Fecha de sorteo                                | Partido de ida           | Partido de vuelta           |
| ------------------- | -------------------- | ---------------------------------------------- | ------------------------ | --------------------------- |
| Fase Clasificatoria | 1.ª Ronda Preliminar | Sin sorteo                                     | 16 de enero de 2018      | 16 de enero de 2018         |
| Fase Clasificatoria | 2.ª Ronda Preliminar | Sin sorteo                                     | 23 de enero de 2018      | 23 de enero de 2018         |
| Fase Clasificatoria | Ronda de Play-Off    | Sin sorteo                                     | 30 de enero de 2018      | 30 de enero de 2018         |
| Fase de Grupos      | Fecha 1              | 6 de diciembre de 2017 (Kuala Lumpur, Malasia) | 12-14 de febrero de 2018 | 12-14 de febrero de 2018    |
| Fase de Grupos      | Fecha 2              | 6 de diciembre de 2017 (Kuala Lumpur, Malasia) | 19-21 de febrero de 2018 | 19-21 de febrero de 2018    |
| Fase de Grupos      | Fecha 3              | 6 de diciembre de 2017 (Kuala Lumpur, Malasia) | 5-7 de marzo de 2018     | 5-7 de marzo de 2018        |
| Fase de Grupos      | Fecha 4              | 6 de diciembre de 2017 (Kuala Lumpur, Malasia) | 12–14 de marzo de 2018   | 12–14 de marzo de 2018      |
| Fase de Grupos      | Fecha 5              | 6 de diciembre de 2017 (Kuala Lumpur, Malasia) | 2-4 de abril de 2018     | 2-4 de abril de 2018        |
| Fase de Grupos      | Fecha 6              | 6 de diciembre de 2017 (Kuala Lumpur, Malasia) | 16-18 de abril de 2018   | 16-18 de abril de 2018      |
| Fase Eliminatoria   | Octavos de final     | Sin Sorteo                                     | 7-9 de mayo de 2018      | 14-16 de mayo de 2018       |
| Fase Eliminatoria   | Cuartos de final     | Por definir mayo/junio de 2018                 | 27-29 de agosto de 2018  | 17-19 de septiembre de 2018 |
| Fase Eliminatoria   | Semifinales          | Por definir mayo/junio de 2018                 | 1-3 de octubre de 2018   | 22-24 de octubre de 2018    |
| Fase Eliminatoria   | Final                | Por definir mayo/junio de 2018                 | 3 de noviembre de 2018   | 10 de noviembre de 2018     |

## Fase clasificatoria

### Primera ronda preliminar
| Equipo 1    | Resultado            | Equipo 2        |
| ----------- | -------------------- | --------------- |
| Bali United | 3–1                  | Tampines Rovers |
| Shan United | 1–1 (t. s.) (3-4 p.) | Ceres–Negros    |

### Segunda ronda preliminar
| Equipo 1          | Resultado   | Equipo 2           |
| ----------------- | ----------- | ------------------ |
| Eastern           | 2–4         | FLC Thanh Hóa      |
| Muangthong United | 5–2         | Johor Darul Ta'zim |
| Chiangrai United  | 2–1 (t. s.) | Bali United        |
| Brisbane Roar     | 2–3         | Ceres–Negros       |

### Ronda de play-off
| Equipo 1                | Resultado       | Equipo 2          |
| Zona Occidental         | Zona Occidental | Zona Occidental   |
| ----------------------- | --------------- | ----------------- |
| Al-Ain                  | 2–0             | Malkiya           |
| Zob Ahan                | 3–1             | Aizawl            |
| Al-Gharafa              | 2–1             | Pakhtakor         |
| Nasaf Qarshi            | 5–1             | Al-Faisaly        |
| Zona Oriental           |                 |                   |
| Suwon Samsung Bluewings | 5–1             | FLC Thanh Hóa     |
| Kashiwa Reysol          | 3–0             | Muangthong United |
| Shanghai SIPG           | 1–0             | Chiangrai United  |
| Tianjin Quanjian        | 2–0             | Ceres–Negros      |

## Fase de grupos
El sorteo de la fase de grupos se llevó a cabo el día 6 de diciembre de 2017 en la casa de la AFC en Kuala Lumpur, Malasia. Los 32 equipos fueron sorteados en ocho grupos de cuatro equipos cada uno (del Grupo A al D la Zona Oeste y del Grupo E al H la Zona Este). Los equipos de una misma federación no pueden estar en un mismo grupo.
En la fase de grupos, cada zona se disputa en sistema de todos contra todos a ida y vuelta. Los dos primeros de cada grupo avanzan a octavos de final.
| Desempates |
| --- |
| Los equipos se clasifican según los puntos (3 puntos por victoria, 1 punto por empate, 0 puntos por derrota). Si está empatado en puntos, los desempates se aplican en el siguiente orden (Artículo 10.5 del Reglamento): 1. Puntos en enfrentamientos directos entre los equipos empatados; 2. Diferencia de gol en enfrentamientos directos entre los equipos empatados; 3. Goles anotados en enfrentamientos directos entre los equipos empatados; 4. Goles de visitante anotados en enfrentamientos directos entre los equipos empatados; 5. Si hay más de dos equipos empatados, y después de aplicar todos los criterios de enfrentamiento directo anteriores, un subconjunto de equipos sigue empatado, todos los criterios de enfrentamiento anterior se vuelven a aplicar exclusivamente a este subconjunto de equipos; 6. Diferencia de gol en todos los partidos del grupo; 7. Goles anotados en todos los partidos del grupo; 8. Tiros desde el punto penal si solo dos equipos están empatados y se enfrentan en la última fecha del grupo; 9. Puntos disciplinarios (tarjeta amarilla = 1 punto, tarjeta roja como resultado de dos tarjetas amarillas = 3 puntos, tarjeta roja directa = 3 puntos, tarjeta amarilla seguida de tarjeta roja directa = 4 puntos); 10. Equipo de la asociación de mayor ranking. |

### Grupo A
| Pos. | Equipo        | Pts. | PJ | G | E | P | GF | GC | Dif. | Clasificación    |
| ---- | ------------- | ---- | -- | - | - | - | -- | -- | ---- | ---------------- |
| 1    | Al-Ahli Saudi | 14   | 6  | 4 | 2 | 0 | 9  | 4  | +5   | Octavos de final |
| 2    | Al-Jazira     | 8    | 6  | 2 | 2 | 2 | 9  | 9  | 0    | Octavos de final |
| 3    | Al-Gharafa    | 8    | 6  | 2 | 2 | 2 | 12 | 9  | +3   |                  |
| 4    | Tractor Sazi  | 2    | 6  | 0 | 2 | 4 | 2  | 10 | −8   |                  |

 Fuente: AFC
Notas:
1. 1 2  Resultados entre ellos: Al-Jazira 3–2 Al-Gharafa, Al-Gharafa 2–3 Al-Jazira.

| \| Fecha \| Estadio (Ciudad) \| Local \| Resultado \| Visitante \| \| --------------------- \| ------------------------------------------ \| ------------- \| --------- \| ------------- \| \| 11 de febrero de 2018 \| Estadio Mohammed bin Zayed (Abu Dabi) \| Al-Jazira \| 3 - 2 \| Al-Gharafa \| \| 11 de febrero de 2018 \| Estadio Al-Seeb (Seeb, Omán)[n 1] \| Tractor Sazi \| 0 - 1 \| Al-Ahli Saudi \| \| 19 de febrero de 2018 \| Estadio Thani bin Jassim (Doha) \| Al-Gharafa \| 3 - 0 \| Tractor Sazi \| \| 19 de febrero de 2018 \| King Abdullah Sports City (Yeda) \| Al-Ahli Saudi \| 2 - 1 \| Al-Jazira \| \| 5 de marzo de 2018 \| Estadio Thani bin Jassim (Doha) \| Al-Gharafa \| 1 - 1 \| Al-Ahli Saudi \| \| 5 de marzo de 2018 \| Estadio Mohammed bin Zayed (Abu Dabi) \| Al-Jazira \| 0 - 0 \| Tractor Sazi \| \| 13 de marzo de 2018 \| King Abdullah Sports City (Yeda) \| Al-Ahli Saudi \| 1 - 1 \| Al-Gharafa \| \| 13 de marzo de 2018 \| Estadio Yadegar-e-Emam (Tabriz) \| Tractor Sazi \| 1 - 1 \| Al-Jazira \| \| 3 de abril de 2018 \| Estadio Tahnoun bin Mohammed (Al Ain)[n 1] \| Al-Ahli Saudi \| 2 - 0 \| Tractor Sazi \| \| 3 de abril de 2018 \| Estadio Thani bin Jassim (Doha) \| Al-Gharafa \| 2 - 3 \| Al-Jazira \| \| 17 de abril de 2018 \| Estadio Yadegar-e-Emam (Tabriz) \| Tractor Sazi \| 1 - 3 \| Al-Gharafa \| \| 17 de abril de 2018 \| Estadio Mohammed bin Zayed (Abu Dabi) \| Al-Jazira \| 1 - 2 \| Al-Ahli Saudi \| |                                       |               |           |               |
| Fecha | Estadio (Ciudad)                      | Local         | Resultado | Visitante     |
| 11 de febrero de 2018 | Estadio Mohammed bin Zayed (Abu Dabi) | Al-Jazira     | 3 - 2     | Al-Gharafa    |
| 11 de febrero de 2018 | Estadio Al-Seeb (Seeb, Omán)          | Tractor Sazi  | 0 - 1     | Al-Ahli Saudi |
| 19 de febrero de 2018 | Estadio Thani bin Jassim (Doha)       | Al-Gharafa    | 3 - 0     | Tractor Sazi  |
| 19 de febrero de 2018 | King Abdullah Sports City (Yeda)      | Al-Ahli Saudi | 2 - 1     | Al-Jazira     |
| 5 de marzo de 2018 | Estadio Thani bin Jassim (Doha)       | Al-Gharafa    | 1 - 1     | Al-Ahli Saudi |
| 5 de marzo de 2018 | Estadio Mohammed bin Zayed (Abu Dabi) | Al-Jazira     | 0 - 0     | Tractor Sazi  |
| 13 de marzo de 2018 | King Abdullah Sports City (Yeda)      | Al-Ahli Saudi | 1 - 1     | Al-Gharafa    |
| 13 de marzo de 2018 | Estadio Yadegar-e-Emam (Tabriz)       | Tractor Sazi  | 1 - 1     | Al-Jazira     |
| 3 de abril de 2018 | Estadio Tahnoun bin Mohammed (Al Ain) | Al-Ahli Saudi | 2 - 0     | Tractor Sazi  |
| 3 de abril de 2018 | Estadio Thani bin Jassim (Doha)       | Al-Gharafa    | 2 - 3     | Al-Jazira     |
| 17 de abril de 2018 | Estadio Yadegar-e-Emam (Tabriz)       | Tractor Sazi  | 1 - 3     | Al-Gharafa    |
| 17 de abril de 2018 | Estadio Mohammed bin Zayed (Abu Dabi) | Al-Jazira     | 1 - 2     | Al-Ahli Saudi |

### Grupo B
| Pos. | Equipo             | Pts. | PJ | G | E | P | GF | GC | Dif. | Clasificación    |
| ---- | ------------------ | ---- | -- | - | - | - | -- | -- | ---- | ---------------- |
| 1    | Al-Duhail          | 18   | 6  | 6 | 0 | 0 | 13 | 6  | +7   | Octavos de final |
| 2    | Zob Ahan           | 7    | 6  | 2 | 1 | 3 | 6  | 8  | −2   | Octavos de final |
| 3    | Lokomotiv Tashkent | 7    | 6  | 2 | 1 | 3 | 13 | 9  | +4   |                  |
| 4    | Al-Wahda           | 3    | 6  | 1 | 0 | 5 | 6  | 15 | −9   |                  |

 Fuente: AFC
Notas:
1. 1 2  Resultados entre ellos: Zob Ahan 2–0 Lokomotiv Tashkent, Lokomotiv Tashkent 1–1 Zob Ahan.

| \| Fecha \| Estadio (Ciudad) \| Local \| Resultado \| Visitante \| \| --------------------- \| ----------------------------------- \| ------------------ \| --------- \| ------------------ \| \| 12 de febrero de 2018 \| Estadio Abdullah bin Khalifa (Doha) \| Al-Duhail \| 3 - 1 \| Zob Ahan \| \| 12 de febrero de 2018 \| Estadio Lokomotiv (Taskent) \| Lokomotiv Tashkent \| 5 - 0 \| Al-Wahda \| \| 19 de febrero de 2018 \| Estadio Foolad Shahr (Isfahán) \| Zob Ahan \| 2 - 0 \| Lokomotiv Tashkent \| \| 19 de febrero de 2018 \| Estadio Jeque Zayed (Abu Dabi) \| Al-Wahda \| 2 - 3 \| Al-Duhail \| \| 6 de marzo de 2018 \| Estadio Foolad Shahr (Isfahán) \| Zob Ahan \| 2 - 0 \| Al-Wahda \| \| 6 de marzo de 2018 \| Estadio Abdullah bin Khalifa (Doha) \| Al-Duhail \| 3 - 2 \| Lokomotiv Tashkent \| \| 12 de marzo de 2018 \| Estadio Jeque Zayed (Abu Dabi) \| Al-Wahda \| 3 - 0 \| Zob Ahan \| \| 12 de marzo de 2018 \| Estadio Lokomotiv (Taskent) \| Lokomotiv Tashkent \| 1 - 2 \| Al-Duhail \| \| 3 de abril de 2018 \| Estadio Jeque Zayed (Abu Dabi) \| Al-Wahda \| 1 - 4 \| Lokomotiv Tashkent \| \| 3 de abril de 2018 \| Estadio Foolad Shahr (Isfahán) \| Zob Ahan \| 0 - 1 \| Al-Duhail \| \| 17 de abril de 2018 \| Estadio Lokomotiv (Taskent) \| Lokomotiv Tashkent \| 1 - 1 \| Zob Ahan \| \| 17 de abril de 2018 \| Estadio Abdullah bin Khalifa (Doha) \| Al-Duhail \| 1 - 0 \| Al-Wahda \| |                                     |                    |           |                    |
| Fecha | Estadio (Ciudad)                    | Local              | Resultado | Visitante          |
| 12 de febrero de 2018 | Estadio Abdullah bin Khalifa (Doha) | Al-Duhail          | 3 - 1     | Zob Ahan           |
| 12 de febrero de 2018 | Estadio Lokomotiv (Taskent)         | Lokomotiv Tashkent | 5 - 0     | Al-Wahda           |
| 19 de febrero de 2018 | Estadio Foolad Shahr (Isfahán)      | Zob Ahan           | 2 - 0     | Lokomotiv Tashkent |
| 19 de febrero de 2018 | Estadio Jeque Zayed (Abu Dabi)      | Al-Wahda           | 2 - 3     | Al-Duhail          |
| 6 de marzo de 2018 | Estadio Foolad Shahr (Isfahán)      | Zob Ahan           | 2 - 0     | Al-Wahda           |
| 6 de marzo de 2018 | Estadio Abdullah bin Khalifa (Doha) | Al-Duhail          | 3 - 2     | Lokomotiv Tashkent |
| 12 de marzo de 2018 | Estadio Jeque Zayed (Abu Dabi)      | Al-Wahda           | 3 - 0     | Zob Ahan           |
| 12 de marzo de 2018 | Estadio Lokomotiv (Taskent)         | Lokomotiv Tashkent | 1 - 2     | Al-Duhail          |
| 3 de abril de 2018 | Estadio Jeque Zayed (Abu Dabi)      | Al-Wahda           | 1 - 4     | Lokomotiv Tashkent |
| 3 de abril de 2018 | Estadio Foolad Shahr (Isfahán)      | Zob Ahan           | 0 - 1     | Al-Duhail          |
| 17 de abril de 2018 | Estadio Lokomotiv (Taskent)         | Lokomotiv Tashkent | 1 - 1     | Zob Ahan           |
| 17 de abril de 2018 | Estadio Abdullah bin Khalifa (Doha) | Al-Duhail          | 1 - 0     | Al-Wahda           |

### Grupo C
| Pos. | Equipo       | Pts. | PJ | G | E | P | GF | GC | Dif. | Clasificación    |
| ---- | ------------ | ---- | -- | - | - | - | -- | -- | ---- | ---------------- |
| 1    | Persepolis   | 13   | 6  | 4 | 1 | 1 | 8  | 3  | +5   | Octavos de final |
| 2    | Al-Sadd      | 12   | 6  | 4 | 0 | 2 | 11 | 5  | +6   | Octavos de final |
| 3    | Nasaf Qarshi | 10   | 6  | 3 | 1 | 2 | 4  | 8  | −4   |                  |
| 4    | Al-Wasl      | 0    | 6  | 0 | 0 | 6 | 3  | 10 | −7   |                  |

 Fuente: AFC
| \| Fecha \| Estadio (Ciudad) \| Local \| Resultado \| Visitante \| \| --------------------- \| ------------------------------- \| ------------ \| --------- \| ------------ \| \| 12 de febrero de 2018 \| Estadio Azadi (Teherán) \| Persépolis \| 3 - 0 \| Nasaf Qarshi \| \| 12 de febrero de 2018 \| Estadio Zabeel (Dubái) \| Al-Wasl \| 1 - 2 \| Al-Sadd \| \| 20 de febrero de 2018 \| Estadio Markaziy (Qarshi) \| Nasaf Qarshi \| 1 - 0 \| Al-Wasl \| \| 20 de febrero de 2018 \| Estadio Jassim bin Hamad (Doha) \| Al-Sadd \| 3 - 1 \| Persépolis \| \| 5 de marzo de 2018 \| Estadio Markaziy (Qarshi) \| Nasaf Qarshi \| 1 - 0 \| Al-Sadd \| \| 5 de marzo de 2018 \| Estadio Azadi (Teherán) \| Persépolis \| 2 - 0 \| Al-Wasl \| \| 13 de marzo de 2018 \| Estadio Jassim bin Hamad (Doha) \| Al-Sadd \| 4 - 0 \| Nasaf Qarshi \| \| 13 de marzo de 2018 \| Estadio Zabeel (Dubái) \| Al-Wasl \| 0 - 1 \| Persépolis \| \| 2 de abril de 2018 \| Estadio Jassim bin Hamad (Doha) \| Al-Sadd \| 2 - 1 \| Al-Wasl \| \| 2 de abril de 2018 \| Estadio Markaziy (Qarshi) \| Nasaf Qarshi \| 0 - 0 \| Persépolis \| \| 16 de abril de 2018 \| Estadio Zabeel (Dubái) \| Al-Wasl \| 1 - 2 \| Nasaf Qarshi \| \| 16 de abril de 2018 \| Estadio Azadi (Teherán) \| Persépolis \| 1 - 0 \| Al-Sadd \| |                                 |              |           |              |
| Fecha | Estadio (Ciudad)                | Local        | Resultado | Visitante    |
| 12 de febrero de 2018 | Estadio Azadi (Teherán)         | Persépolis   | 3 - 0     | Nasaf Qarshi |
| 12 de febrero de 2018 | Estadio Zabeel (Dubái)          | Al-Wasl      | 1 - 2     | Al-Sadd      |
| 20 de febrero de 2018 | Estadio Markaziy (Qarshi)       | Nasaf Qarshi | 1 - 0     | Al-Wasl      |
| 20 de febrero de 2018 | Estadio Jassim bin Hamad (Doha) | Al-Sadd      | 3 - 1     | Persépolis   |
| 5 de marzo de 2018 | Estadio Markaziy (Qarshi)       | Nasaf Qarshi | 1 - 0     | Al-Sadd      |
| 5 de marzo de 2018 | Estadio Azadi (Teherán)         | Persépolis   | 2 - 0     | Al-Wasl      |
| 13 de marzo de 2018 | Estadio Jassim bin Hamad (Doha) | Al-Sadd      | 4 - 0     | Nasaf Qarshi |
| 13 de marzo de 2018 | Estadio Zabeel (Dubái)          | Al-Wasl      | 0 - 1     | Persépolis   |
| 2 de abril de 2018 | Estadio Jassim bin Hamad (Doha) | Al-Sadd      | 2 - 1     | Al-Wasl      |
| 2 de abril de 2018 | Estadio Markaziy (Qarshi)       | Nasaf Qarshi | 0 - 0     | Persépolis   |
| 16 de abril de 2018 | Estadio Zabeel (Dubái)          | Al-Wasl      | 1 - 2     | Nasaf Qarshi |
| 16 de abril de 2018 | Estadio Azadi (Teherán)         | Persépolis   | 1 - 0     | Al-Sadd      |

### Grupo D
| Pos. | Equipo    | Pts. | PJ | G | E | P | GF | GC | Dif. | Clasificación    |
| ---- | --------- | ---- | -- | - | - | - | -- | -- | ---- | ---------------- |
| 1    | Esteghlal | 12   | 6  | 3 | 3 | 0 | 9  | 5  | +4   | Octavos de final |
| 2    | Al-Ain    | 10   | 6  | 2 | 4 | 0 | 10 | 6  | +4   | Octavos de final |
| 3    | Al-Rayyan | 6    | 6  | 1 | 3 | 2 | 7  | 11 | −4   |                  |
| 4    | Al-Hilal  | 2    | 6  | 0 | 2 | 4 | 3  | 7  | −4   |                  |

 Fuente: AFC
| \| Fecha \| Estadio (Ciudad) \| Local \| Resultado \| Visitante \| \| --------------------- \| --------------------------------------- \| --------- \| --------- \| --------- \| \| 13 de febrero de 2018 \| Estadio Príncipe Faisal bin Fahd (Riad) \| Al-Hilal \| 0 - 0 \| Al-Ain \| \| 13 de febrero de 2018 \| Estadio Jassim bin Hamad (Doha) \| Al-Rayyan \| 2 - 2 \| Esteghlal \| \| 20 de febrero de 2018 \| Estadio Hazza bin Zayed (Al Ain) \| Al-Ain \| 1 - 1 \| Al-Rayyan \| \| 20 de febrero de 2018 \| Estadio Al-Seeb (Seeb, Omán)[n 1] \| Esteghlal \| 1 - 0 \| Al-Hilal \| \| 6 de marzo de 2018 \| Estadio Hazza bin Zayed (Al Ain) \| Al-Ain \| 2 - 2 \| Esteghlal \| \| 6 de marzo de 2018 \| Estadio Príncipe Faisal bin Fahd (Riad) \| Al-Hilal \| 1 - 1 \| Al-Rayyan \| \| 12 de marzo de 2018 \| Estadio Azadi (Teherán) \| Esteghlal \| 1 - 1 \| Al-Ain \| \| 12 de marzo de 2018 \| Estadio Jassim Bin Hamad (Doha) \| Al-Rayyan \| 2 - 1 \| Al-Hilal \| \| 2 de abril de 2018 \| Estadio Azadi (Teherán) \| Esteghlal \| 2 - 0 \| Al-Rayyan \| \| 2 de abril de 2018 \| Estadio Hazza bin Zayed (Al Ain) \| Al-Ain \| 2 - 1 \| Al-Hilal \| \| 16 de abril de 2018 \| Estadio Jassim Bin Hamad (Doha) \| Al-Rayyan \| 1 - 4 \| Al-Ain \| \| 16 de abril de 2018 \| Estadio Al Kuwait SC (Kuwait City)[n 1] \| Al-Hilal \| 0 - 1 \| Esteghlal \| |                                         |           |           |           |
| Fecha | Estadio (Ciudad)                        | Local     | Resultado | Visitante |
| 13 de febrero de 2018 | Estadio Príncipe Faisal bin Fahd (Riad) | Al-Hilal  | 0 - 0     | Al-Ain    |
| 13 de febrero de 2018 | Estadio Jassim bin Hamad (Doha)         | Al-Rayyan | 2 - 2     | Esteghlal |
| 20 de febrero de 2018 | Estadio Hazza bin Zayed (Al Ain)        | Al-Ain    | 1 - 1     | Al-Rayyan |
| 20 de febrero de 2018 | Estadio Al-Seeb (Seeb, Omán)            | Esteghlal | 1 - 0     | Al-Hilal  |
| 6 de marzo de 2018 | Estadio Hazza bin Zayed (Al Ain)        | Al-Ain    | 2 - 2     | Esteghlal |
| 6 de marzo de 2018 | Estadio Príncipe Faisal bin Fahd (Riad) | Al-Hilal  | 1 - 1     | Al-Rayyan |
| 12 de marzo de 2018 | Estadio Azadi (Teherán)                 | Esteghlal | 1 - 1     | Al-Ain    |
| 12 de marzo de 2018 | Estadio Jassim Bin Hamad (Doha)         | Al-Rayyan | 2 - 1     | Al-Hilal  |
| 2 de abril de 2018 | Estadio Azadi (Teherán)                 | Esteghlal | 2 - 0     | Al-Rayyan |
| 2 de abril de 2018 | Estadio Hazza bin Zayed (Al Ain)        | Al-Ain    | 2 - 1     | Al-Hilal  |
| 16 de abril de 2018 | Estadio Jassim Bin Hamad (Doha)         | Al-Rayyan | 1 - 4     | Al-Ain    |
| 16 de abril de 2018 | Estadio Al Kuwait SC (Kuwait City)      | Al-Hilal  | 0 - 1     | Esteghlal |

### Grupo E
| Pos. | Equipo                 | Pts. | PJ | G | E | P | GF | GC | Dif. | Clasificación    |
| ---- | ---------------------- | ---- | -- | - | - | - | -- | -- | ---- | ---------------- |
| 1    | Jeonbuk Hyundai Motors | 15   | 6  | 5 | 0 | 1 | 22 | 9  | +13  | Octavos de final |
| 2    | Tianjin Quanjian       | 13   | 6  | 4 | 1 | 1 | 15 | 11 | +4   | Octavos de final |
| 3    | Kashiwa Reysol         | 4    | 6  | 1 | 1 | 4 | 6  | 10 | −4   |                  |
| 4    | Kitchee                | 3    | 6  | 1 | 0 | 5 | 1  | 14 | −13  |                  |

 Fuente: AFC
| \| Fecha \| Estadio (Ciudad) \| Local \| Resultado \| Visitante \| \| --------------------- \| ----------------------------- \| ---------------------- \| --------- \| ---------------------- \| \| 12 de febrero de 2018 \| Estadio Mundialista (Jeonju) \| Jeonbuk Hyundai Motors \| 3 - 2 \| Kashiwa Reysol \| \| 12 de febrero de 2018 \| Estadio Olímpico (Tianjin) \| Tianjin Quanjian \| 3 - 0 \| Kitchee \| \| 20 de febrero de 2018 \| Estadio Hitachi (Kashiwa) \| Kashiwa Reysol \| 1 - 1 \| Tianjin Quanjian \| \| 20 de febrero de 2018 \| Estadio Hong Kong (Hong Kong) \| Kitchee \| 0 - 6 \| Jeonbuk Hyundai Motors \| \| 6 de marzo de 2018 \| Estadio Hitachi (Kashiwa) \| Kashiwa Reysol \| 1 - 0 \| Kitchee \| \| 6 de marzo de 2018 \| Estadio Mundialista (Jeonju) \| Jeonbuk Hyundai Motors \| 6 - 3 \| Tianjin Quanjian \| \| 14 de marzo de 2018 \| Estadio Hong Kong (Hong Kong) \| Kitchee \| 1 - 0 \| Kashiwa Reysol \| \| 14 de marzo de 2018 \| Estadio Olímpico (Tianjin) \| Tianjin Quanjian \| 4 - 2 \| Jeonbuk Hyundai Motors \| \| 4 de abril de 2018 \| Estadio Mong Kok (Hong Kong) \| Kitchee \| 0 - 1 \| Tianjin Quanjian \| \| 4 de abril de 2018 \| Estadio Hitachi (Kashiwa) \| Kashiwa Reysol \| 0 - 2 \| Jeonbuk Hyundai Motors \| \| 18 de abril de 2018 \| Estadio Olímpico (Tianjin) \| Tianjin Quanjian \| 3 - 2 \| Kashiwa Reysol \| \| 18 de abril de 2018 \| Estadio Mundialista (Jeonju) \| Jeonbuk Hyundai Motors \| 3 - 0 \| Kitchee \| |                               |                        |           |                        |
| Fecha | Estadio (Ciudad)              | Local                  | Resultado | Visitante              |
| 12 de febrero de 2018 | Estadio Mundialista (Jeonju)  | Jeonbuk Hyundai Motors | 3 - 2     | Kashiwa Reysol         |
| 12 de febrero de 2018 | Estadio Olímpico (Tianjin)    | Tianjin Quanjian       | 3 - 0     | Kitchee                |
| 20 de febrero de 2018 | Estadio Hitachi (Kashiwa)     | Kashiwa Reysol         | 1 - 1     | Tianjin Quanjian       |
| 20 de febrero de 2018 | Estadio Hong Kong (Hong Kong) | Kitchee                | 0 - 6     | Jeonbuk Hyundai Motors |
| 6 de marzo de 2018 | Estadio Hitachi (Kashiwa)     | Kashiwa Reysol         | 1 - 0     | Kitchee                |
| 6 de marzo de 2018 | Estadio Mundialista (Jeonju)  | Jeonbuk Hyundai Motors | 6 - 3     | Tianjin Quanjian       |
| 14 de marzo de 2018 | Estadio Hong Kong (Hong Kong) | Kitchee                | 1 - 0     | Kashiwa Reysol         |
| 14 de marzo de 2018 | Estadio Olímpico (Tianjin)    | Tianjin Quanjian       | 4 - 2     | Jeonbuk Hyundai Motors |
| 4 de abril de 2018 | Estadio Mong Kok (Hong Kong)  | Kitchee                | 0 - 1     | Tianjin Quanjian       |
| 4 de abril de 2018 | Estadio Hitachi (Kashiwa)     | Kashiwa Reysol         | 0 - 2     | Jeonbuk Hyundai Motors |
| 18 de abril de 2018 | Estadio Olímpico (Tianjin)    | Tianjin Quanjian       | 3 - 2     | Kashiwa Reysol         |
| 18 de abril de 2018 | Estadio Mundialista (Jeonju)  | Jeonbuk Hyundai Motors | 3 - 0     | Kitchee                |

### Grupo F
| Pos. | Equipo            | Pts. | PJ | G | E | P | GF | GC | Dif. | Clasificación    |
| ---- | ----------------- | ---- | -- | - | - | - | -- | -- | ---- | ---------------- |
| 1    | Shanghai SIPG     | 11   | 6  | 3 | 2 | 1 | 10 | 6  | +4   | Octavos de final |
| 2    | Ulsan Hyundai     | 9    | 6  | 2 | 3 | 1 | 15 | 11 | +4   | Octavos de final |
| 3    | Melbourne Victory | 8    | 6  | 2 | 2 | 2 | 11 | 16 | −5   |                  |
| 4    | Kawasaki Frontale | 3    | 6  | 0 | 3 | 3 | 6  | 9  | −3   |                  |

 Fuente: AFC
| \| Fecha \| Estadio (Ciudad) \| Local \| Resultado \| Visitante \| \| --------------------- \| ------------------------------------ \| ----------------- \| --------- \| ----------------- \| \| 13 de febrero de 2018 \| Estadio Atlético Todoroki (Kawasaki) \| Kawasaki Frontale \| 0 - 1 \| Shanghái SIPG \| \| 13 de febrero de 2018 \| Estadio Rectangular (Melbourne) \| Melbourne Victory \| 3 - 3 \| Ulsan Hyundai \| \| 20 de febrero de 2018 \| Estadio de Shanghái (Shanghái) \| Shanghái SIPG \| 4 - 1 \| Melbourne Victory \| \| 20 de febrero de 2018 \| Estadio Ulsan Munsu (Ulsan) \| Ulsan Hyundai \| 2 - 1 \| Kawasaki Frontale \| \| 7 de marzo de 2018 \| Estadio de Shanghái (Shanghái) \| Shanghái SIPG \| 2 - 2 \| Ulsan Hyundai \| \| 7 de marzo de 2018 \| Estadio Atlético Todoroki (Kawasaki) \| Kawasaki Frontale \| 2 - 2 \| Melbourne Victory \| \| 13 de marzo de 2018 \| Estadio Ulsan Munsu (Ulsan) \| Ulsan Hyundai \| 0 - 1 \| Shanghái SIPG \| \| 13 de marzo de 2018 \| Estadio Rectangular (Melbourne) \| Melbourne Victory \| 1 - 0 \| Kawasaki Frontale \| \| 4 de abril de 2018 \| Estadio Ulsan Munsu (Ulsan) \| Ulsan Hyundai \| 6 - 2 \| Melbourne Victory \| \| 4 de abril de 2018 \| Estadio de Shanghái (Shanghái) \| Shanghái SIPG \| 1 - 1 \| Kawasaki Frontale \| \| 18 de abril de 2018 \| Estadio Rectangular (Melbourne) \| Melbourne Victory \| 2 - 1 \| Shanghái SIPG \| \| 18 de abril de 2018 \| Estadio Atlético Todoroki (Kawasaki) \| Kawasaki Frontale \| 2 - 2 \| Ulsan Hyundai \| |                                      |                   |           |                   |
| Fecha | Estadio (Ciudad)                     | Local             | Resultado | Visitante         |
| 13 de febrero de 2018 | Estadio Atlético Todoroki (Kawasaki) | Kawasaki Frontale | 0 - 1     | Shanghái SIPG     |
| 13 de febrero de 2018 | Estadio Rectangular (Melbourne)      | Melbourne Victory | 3 - 3     | Ulsan Hyundai     |
| 20 de febrero de 2018 | Estadio de Shanghái (Shanghái)       | Shanghái SIPG     | 4 - 1     | Melbourne Victory |
| 20 de febrero de 2018 | Estadio Ulsan Munsu (Ulsan)          | Ulsan Hyundai     | 2 - 1     | Kawasaki Frontale |
| 7 de marzo de 2018 | Estadio de Shanghái (Shanghái)       | Shanghái SIPG     | 2 - 2     | Ulsan Hyundai     |
| 7 de marzo de 2018 | Estadio Atlético Todoroki (Kawasaki) | Kawasaki Frontale | 2 - 2     | Melbourne Victory |
| 13 de marzo de 2018 | Estadio Ulsan Munsu (Ulsan)          | Ulsan Hyundai     | 0 - 1     | Shanghái SIPG     |
| 13 de marzo de 2018 | Estadio Rectangular (Melbourne)      | Melbourne Victory | 1 - 0     | Kawasaki Frontale |
| 4 de abril de 2018 | Estadio Ulsan Munsu (Ulsan)          | Ulsan Hyundai     | 6 - 2     | Melbourne Victory |
| 4 de abril de 2018 | Estadio de Shanghái (Shanghái)       | Shanghái SIPG     | 1 - 1     | Kawasaki Frontale |
| 18 de abril de 2018 | Estadio Rectangular (Melbourne)      | Melbourne Victory | 2 - 1     | Shanghái SIPG     |
| 18 de abril de 2018 | Estadio Atlético Todoroki (Kawasaki) | Kawasaki Frontale | 2 - 2     | Ulsan Hyundai     |

### Grupo G
| Pos. | Equipo               | Pts. | PJ | G | E | P | GF | GC | Dif. | Clasificación    |
| ---- | -------------------- | ---- | -- | - | - | - | -- | -- | ---- | ---------------- |
| 1    | Guangzhou Evergrande | 12   | 6  | 3 | 3 | 0 | 12 | 6  | +6   | Octavos de final |
| 2    | Buriram United       | 9    | 6  | 2 | 3 | 1 | 7  | 6  | +1   | Octavos de final |
| 3    | Cerezo Osaka         | 8    | 6  | 2 | 2 | 2 | 6  | 8  | −2   |                  |
| 4    | Jeju United          | 3    | 6  | 1 | 0 | 5 | 6  | 11 | −5   |                  |

 Fuente: AFC
| \| Fecha \| Estadio (Ciudad) \| Local \| Resultado \| Visitante \| \| --------------------- \| -------------------------------------- \| -------------------- \| --------- \| -------------------- \| \| 14 de febrero de 2018 \| Estadio Tianhe (Cantón) \| Guangzhou Evergrande \| 1 - 1 \| Buriram United \| \| 14 de febrero de 2018 \| Estadio Mundialista de Jeju (Seogwipo) \| Jeju United \| 0 - 1 \| Cerezo Osaka \| \| 21 de febrero de 2018 \| Chang Arena (Buriram) \| Buriram United \| 0 - 2 \| Jeju United \| \| 21 de febrero de 2018 \| Estadio Nagai (Osaka) \| Cerezo Osaka \| 0 - 0 \| Guangzhou Evergrande \| \| 6 de marzo de 2018 \| Chang Arena (Buriram) \| Buriram United \| 2 - 0 \| Cerezo Osaka \| \| 6 de marzo de 2018 \| Estadio Tianhe (Cantón) \| Guangzhou Evergrande \| 5 - 3 \| Jeju United \| \| 14 de marzo de 2018 \| Estadio Nagai (Osaka) \| Cerezo Osaka \| 2 - 2 \| Buriram United \| \| 14 de marzo de 2018 \| Estadio Mundialista de Jeju (Seogwipo) \| Jeju United \| 0 - 2 \| Guangzhou Evergrande \| \| 3 de abril de 2018 \| Estadio Nagai (Osaka) \| Cerezo Osaka \| 2 - 1 \| Jeju United \| \| 3 de abril de 2018 \| Chang Arena (Buriram) \| Buriram United \| 1 - 1 \| Guangzhou Evergrande \| \| 17 de abril de 2018 \| Estadio Mundialista de Jeju (Seogwipo) \| Jeju United \| 0 - 1 \| Buriram United \| \| 17 de abril de 2018 \| Estadio Tianhe (Cantón) \| Guangzhou Evergrande \| 3 - 1 \| Cerezo Osaka \| |                                        |                      |           |                      |
| Fecha | Estadio (Ciudad)                       | Local                | Resultado | Visitante            |
| 14 de febrero de 2018 | Estadio Tianhe (Cantón)                | Guangzhou Evergrande | 1 - 1     | Buriram United       |
| 14 de febrero de 2018 | Estadio Mundialista de Jeju (Seogwipo) | Jeju United          | 0 - 1     | Cerezo Osaka         |
| 21 de febrero de 2018 | Chang Arena (Buriram)                  | Buriram United       | 0 - 2     | Jeju United          |
| 21 de febrero de 2018 | Estadio Nagai (Osaka)                  | Cerezo Osaka         | 0 - 0     | Guangzhou Evergrande |
| 6 de marzo de 2018 | Chang Arena (Buriram)                  | Buriram United       | 2 - 0     | Cerezo Osaka         |
| 6 de marzo de 2018 | Estadio Tianhe (Cantón)                | Guangzhou Evergrande | 5 - 3     | Jeju United          |
| 14 de marzo de 2018 | Estadio Nagai (Osaka)                  | Cerezo Osaka         | 2 - 2     | Buriram United       |
| 14 de marzo de 2018 | Estadio Mundialista de Jeju (Seogwipo) | Jeju United          | 0 - 2     | Guangzhou Evergrande |
| 3 de abril de 2018 | Estadio Nagai (Osaka)                  | Cerezo Osaka         | 2 - 1     | Jeju United          |
| 3 de abril de 2018 | Chang Arena (Buriram)                  | Buriram United       | 1 - 1     | Guangzhou Evergrande |
| 17 de abril de 2018 | Estadio Mundialista de Jeju (Seogwipo) | Jeju United          | 0 - 1     | Buriram United       |
| 17 de abril de 2018 | Estadio Tianhe (Cantón)                | Guangzhou Evergrande | 3 - 1     | Cerezo Osaka         |

### Grupo H
| Pos. | Equipo                  | Pts. | PJ | G | E | P | GF | GC | Dif. | Clasificación    |
| ---- | ----------------------- | ---- | -- | - | - | - | -- | -- | ---- | ---------------- |
| 1    | Suwon Samsung Bluewings | 10   | 6  | 3 | 1 | 2 | 8  | 7  | +1   | Octavos de final |
| 2    | Kashima Antlers         | 9    | 6  | 2 | 3 | 1 | 8  | 6  | +2   | Octavos de final |
| 3    | Sydney FC               | 6    | 6  | 1 | 3 | 2 | 7  | 8  | −1   |                  |
| 4    | Shanghai Shenhua        | 5    | 6  | 0 | 5 | 1 | 6  | 8  | −2   |                  |

 Fuente: AFC
| \| Fecha \| Estadio (Ciudad) \| Local \| Resultado \| Visitante \| \| --------------------- \| ---------------------------- \| ----------------------- \| --------- \| ----------------------- \| \| 14 de febrero de 2018 \| Estadio de Fútbol (Sídney) \| Sydney FC \| 0 - 2 \| Suwon Samsung Bluewings \| \| 14 de febrero de 2018 \| Estadio de Kashima (Kashima) \| Kashima Antlers \| 1 - 1 \| Shanghái Shenhua \| \| 21 de febrero de 2018 \| Estadio Mundialista (Suwon) \| Suwon Samsung Bluewings \| 1 - 2 \| Kashima Antlers \| \| 21 de febrero de 2018 \| Estadio Hongkou (Shanghái) \| Shanghái Shenhua \| 2 - 2 \| Sydney FC \| \| 7 de marzo de 2018 \| Estadio Mundialista (Suwon) \| Suwon Samsung Bluewings \| 1 - 1 \| Shanghái Shenhua \| \| 7 de marzo de 2018 \| Estadio de Fútbol (Sídney) \| Sydney FC \| 0 - 2 \| Kashima Antlers \| \| 13 de marzo de 2018 \| Estadio Hongkou (Shanghái) \| Shanghái Shenhua \| 0 - 2 \| Suwon Samsung Bluewings \| \| 13 de marzo de 2018 \| Estadio de Kashima (Kashima) \| Kashima Antlers \| 1 - 1 \| Sydney FC \| \| 3 de abril de 2018 \| Estadio Hongkou (Shanghái) \| Shanghái Shenhua \| 2 - 2 \| Kashima Antlers \| \| 3 de abril de 2018 \| Estadio Mundialista (Suwon) \| Suwon Samsung Bluewings \| 1 - 4 \| Sydney FC \| \| 17 de abril de 2018 \| Estadio de Kashima (Kashima) \| Kashima Antlers \| 0 - 1 \| Suwon Samsung Bluewings \| \| 17 de abril de 2018 \| Estadio de Fútbol (Sídney) \| Sydney FC \| 0 - 0 \| Shanghái Shenhua \| |                              |                         |           |                         |
| Fecha | Estadio (Ciudad)             | Local                   | Resultado | Visitante               |
| 14 de febrero de 2018 | Estadio de Fútbol (Sídney)   | Sydney FC               | 0 - 2     | Suwon Samsung Bluewings |
| 14 de febrero de 2018 | Estadio de Kashima (Kashima) | Kashima Antlers         | 1 - 1     | Shanghái Shenhua        |
| 21 de febrero de 2018 | Estadio Mundialista (Suwon)  | Suwon Samsung Bluewings | 1 - 2     | Kashima Antlers         |
| 21 de febrero de 2018 | Estadio Hongkou (Shanghái)   | Shanghái Shenhua        | 2 - 2     | Sydney FC               |
| 7 de marzo de 2018 | Estadio Mundialista (Suwon)  | Suwon Samsung Bluewings | 1 - 1     | Shanghái Shenhua        |
| 7 de marzo de 2018 | Estadio de Fútbol (Sídney)   | Sydney FC               | 0 - 2     | Kashima Antlers         |
| 13 de marzo de 2018 | Estadio Hongkou (Shanghái)   | Shanghái Shenhua        | 0 - 2     | Suwon Samsung Bluewings |
| 13 de marzo de 2018 | Estadio de Kashima (Kashima) | Kashima Antlers         | 1 - 1     | Sydney FC               |
| 3 de abril de 2018 | Estadio Hongkou (Shanghái)   | Shanghái Shenhua        | 2 - 2     | Kashima Antlers         |
| 3 de abril de 2018 | Estadio Mundialista (Suwon)  | Suwon Samsung Bluewings | 1 - 4     | Sydney FC               |
| 17 de abril de 2018 | Estadio de Kashima (Kashima) | Kashima Antlers         | 0 - 1     | Suwon Samsung Bluewings |
| 17 de abril de 2018 | Estadio de Fútbol (Sídney)   | Sydney FC               | 0 - 0     | Shanghái Shenhua        |